# Morrisville–Trenton Railroad Bridge
Die Morrisville–Trenton Railroad Bridge ist eine als Bogenbrücke ausgeführte Eisenbahnbrücke über den Delaware River zwischen Morrisville in Pennsylvania und Trenton in New Jersey.

Unterteilung der Bogensegmente in 12 versetzte Bögen.

Die Brücke wurde 1903 von der Pennsylvania Railroad in Betrieb genommen und ist Bestandteil des Northeast Corridor. Sie führt vier Gleise, die heute von Amtrak, SEPTA und New Jersey Transit genutzt werden. Der letzte Bogen der Brücke auf der Trenton-Seite überspannt eine Richtung des John Fitch Way der New Jersey Route 29. 
Die Brücke besitzt 18 Bögen mit einer Spannweite von je 18,3 m und hat eine Gesamtlänge von 376 m. Aus Symmetriegründen besitzen zwei der insgesamt 16 Pfeiler eine Breite von 6,7 m, während die restlichen Pfeiler 2,4 m breit sind. Dadurch werden die 18 Bögen optisch in drei Gruppen zu je sechs Bögen unterteilt. Die Pfeiler sind nicht 90° zur Brücke ausgerichtet, sondern unter einem Winkel von 71,5°. Dies wurde durch Unterteilung der Bögen in 12 einzelne Bogensegmente erreicht, die zueinander leicht versetzt sind.
Die Morrisville–Trenton Railroad Bridge wurde 1979 ins National Register of Historic Places aufgenommen (NRHP#: 79001502).